# Pile de protocoles
Pour les articles homonymes, voir Pile.
Une pile de protocoles est une mise en œuvre particulière d'un ensemble de protocoles de communication réseau. L'intitulé « pile » implique que chaque couche de protocole s'appuie sur celles qui sont en dessous afin d'y apporter un supplément de fonctionnalité.
Il en existe de plusieurs : 

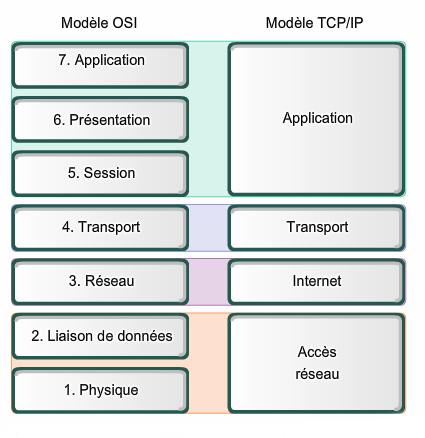
Position de la couche réseau dans le modèle OSI et dans TCP-IP

• Le « modèle de référence OSI » — OSI signifiant « Open Systems Interconnection » soit en français « Interconnexion de systèmes ouverts » — défini par l'ISO décrit ainsi sept couches empilées les unes sur les autres.
• Le « modèle Internet » se contente de cinq par suppression de la couche numéro 5 et agglomération des deux plus hautes couches. Voici une description très simplifiée de chacune (consulter l'article sur chaque couche de protocole pour plus d'information).

## Lemodèle OSI
Le modèle OSI peut être modélisé de la manière suivante :
1 • PhysiqueLa couche physique définit la façon dont les « symboles » (petits groupes de bits d'informations) seront convertis en signaux (électriques, optiques, radio, etc.) pour être transportés ainsi que le support de ce transport (cuivre, fibre optique, etc.)
2 • LiaisonLa couche de liaison permet l'envoi et la réception de blocs d'informations, appelés souvent trames, entre deux équipements voisins tout en gérant le partage du même support physique à plusieurs (en Wi-Fi par exemple une base simple emploie la même fréquence radio pour communiquer avec tous les équipements qui sont à proximité).
3 • RéseauLa couche de réseau ajoute la notion de routage des paquets d'information depuis une adresse source et en les transférant de proche en proche vers une adresse destination (c'est par exemple à ce niveau qu'interviennent les adresses IP).
4 • TransportLa couche transport gère les communications de bout en bout entre processus. Le plus souvent cette communication se fera octet par octet et sera fiable (ou alors le processus sera prévenu de la perte de la connexion) cette couche prend donc à sa charge la retransmission d'octets en cas de besoin (c'est par exemple à ce niveau qu'interviennent les ports TCP).
5 • SessionLe modèle OSI définit ici la synchronisation des échanges et les « transactions », et permet l'ouverture et la fermeture de session. Note : on rencontre souvent le terme « session » pour désigner une connexion de niveau application, ou un contexte partagé par plusieurs connexions de niveau application sans support protocolaire (cas des « sessions Web » notamment) : c'est un usage dérivé de sa signification dans les systèmes d'exploitation, indépendant du modèle OSI.
6 • PrésentationLa couche de présentation définit la représentation des données de l'application et se charge de leur codage/décodage, le modèle OSI préconise l'emploi de ASN.1. Dans le modèle Internet c'est bien plus compliqué car il n'existe pas de codage normalisé (historiquement l'emploi de ASCII s'est avéré insuffisant pour les langues utilisant des caractères non ASCII comme les caractères accentuées en français), d'où l'extension des protocoles de couche 7 pour intégrer ces nouveaux codages (cf. utilisation de MIME dans ESMTP et HTTP).
7 • ApplicationCette couche fournit simplement le point d'accès au réseau par les applications.

## Lemodèle Internet (aussi appelé TCP/IP)
Il s'agit du modèle le plus courant, organisé sur 5 couches.
1 • Physique
2 • Liaison
3 • Réseau
4 • Transport
5 • Application

## Lemodèle Internet (aussi appelé TCP/IP) en deux couches
1 • Couche IP
2 • Transport